# Buxted
Buxted – wieś w Anglii, w hrabstwie East Sussex, w dystrykcie Wealden. Leży 61 km na południe od Londynu. W 2001 miejscowość liczyła 3145 mieszkańców.